# Pleurothallis appendiculata
Pleurothallis appendiculata är en orkidéart som beskrevs av Célestin Alfred Cogniaux. Pleurothallis appendiculata ingår i släktet Pleurothallis och familjen orkidéer. Inga underarter finns listade i Catalogue of Life.